# Ateloptila marmorata
Ateloptila marmorata là một loài bướm đêm trong họ Geometridae.